# WWE 새러데이 나잇 메인이벤트
새러데이 나잇 메인이벤트(Saturday Night's Main Event)은 WWE의 프로그램이다. 러, 스맥다운 두 브랜드 경기를 합쳐서, 분기별 1회 토요일 NBC에서 미국 전역에 방영된다.